# Лидделл, Чак
Чарльз Дэвид Лидделл (англ. Charles David Liddell, 17 декабря 1969, Санта-Барбара, Калифорния, США) — американский профессиональный кикбоксер  и боец смешанных единоборств. Чемпион организации UFC в полутяжёлом весе в 2005—2007 годах. С 10 июля 2009 года является членом Зала славы UFC.

## Биография
Лидделл родился в Санта-Барбаре, штат Калифорния. Он был воспитан своей матерью-одиночкой и дедом по материнской линии, который обучал Чака и его братьев и сестер технике бокса с самого раннего возраста. Лидделл начал изучать Koe-Кан каратэ в возрасте 12 лет. На затылке бойца и по сей день красуется татуировка Кое-Кан. Позже он освоил боевое искусство Кемпо. В школе имени Сан Маркоса в Санта — Барбаре, благодаря недюжинным спортивным показателям, Лиддел стал капитаном сразу двух команд — по американскому футболу и по борьбе. В юности Чак весьма охотно ввязывался в драки с выпившими студентами, где всякий раз убеждался, что подобрать ему достойного противника не представляется легким делом.
После окончания школы молодой человек отправился учиться в политехнический университет. В университете Кэл Поли поставил Лидделу условие, что тот возглавит местную сборную по борьбе, а он, в свою очередь, выделит стипендию Чаку. Чак Лидделл, конечно, не мог отказаться от такого заманчивого предложения и являлся капитаном студенческой сборной 4 года.
В 1995 году он окончил университет с дипломом бакалавра по экономике и окунулся во взрослую жизнь. К этому времени Чак уже знал, чем он хочет заниматься. В 1993 году он увидел по телевизору чемпионат UFC. Чак буквально влюбился в этот вид спорта.

## Спортивная карьера

### Кикбоксинг
После окончания университета Чак продолжил совершенствовать себя в боевых единоборствах, но на этот раз в кикбоксинге. Занимался он под руководством Джона Хэклемана, который представлял калифорнийскую школу «Арройо Гранде», и стал победителем двух национальных чемпионатов. Получил чемпионские пояса в тяжелом весе по версиям USMPA и WKA. Его рекорд — 20 побед, из которых 16 — нокаутом, и всего лишь 2 поражения. Лидделл начал практиковать бразильское джиу-джитсу под руководством Джона Левиса незадолго до своего дебюта в UFC. Впоследствии Левис и Хэклеман стали бессменными секундантами Чака Лиддела и в ММА. Чак демонстрировал очень оригинальную технику удара — он довольно далеко заносил руку при замахе для удара, а углы его ударов тоже были слегка своеобразными. Сокрушительная сила его ударов давала понять, что эта своеобразная техника все же работает неплохо. Отличительной особенностью Лидделла стало и то, что он никогда не делал обманных движений и финтов, а все его удары являлись жесткими и «пробивными».

### Смешанные боевые искусства
В ММА Лидделл дебютировал в 1998 году на турнире UFC 17 в Мобиле, штат Алабама, одержав победу решением над Ноем Эрнандесом (ММА: 3-2) 15 мая 1998. 5 марта 1999 Чак сходится в клетке с мастером сабмишенов Джереми Хорном на UFC 19. Хорн на момент боя с Чаком имел в активе 22 победы при 4 поражениях и 4 ничьих. Бой начинается в стойке, после чего плавно перетекает в партер, где к 12-й минуте Хорн победил удушающим приёмом. Лиделлу удалось продержаться до гонга без сдачи, но из-за удушения Айсмен отключился, в результате чего победу отдали Хорну.

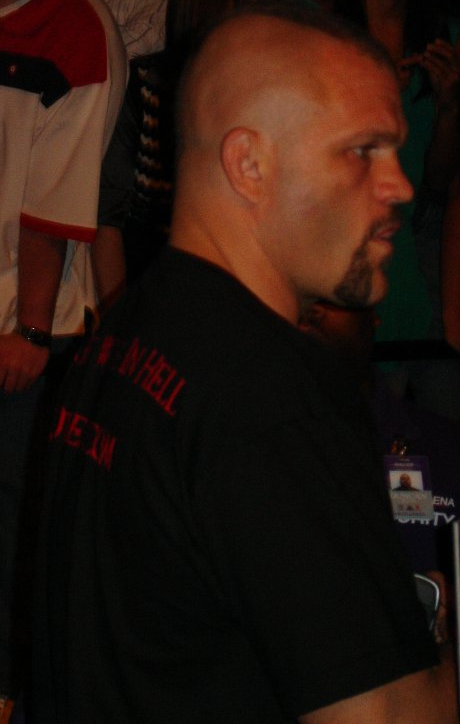
Лидделл в 2007 году

16 декабря 2000 года Чак встретился с Джеффом Монсоном. Лидделл победил единогласным решением судей. В следующем бою Чак встретился с бывшим чемпионом UFC в тяжелом весе Кевином «Монстром» Ренделманом (ММА: 9-4) на турнире UFC 31 4 мая 2001 г. После непродолжительной возни, Чак вырывается из тяжелых объятий, и на исходе второй минуты левым боковым отправляет Монстра на пол, попутно добавив ему левой — правой. Между ними врезается рефери и останавливает бой. Зал ликует, Чак празднует победу.
11 января 2002 года Чак победил по очкам кикбоксера из Армении, Амара Сулоева.

#### Претендентский бой с Витором Белфортом
22 июня 2002 года в поединке за статус обязательного претендента на титул чемпиона UFC в полутяжёлом весе Лидделл встретился с молодым бразильцем, Витором Белфортом. С начала третьего раунда Витору дважды удается перевести Чака в партер, причем после второго раза Айсмен смог выбраться только на третьей минуте, после прижав Фенома к сетке. После минутного обоюдного прессинга бойцы расходятся в стороны, до конца раунда кружат по восьмиугольнику, особо ничего не предпринимая. На 4 минуте третьего раунда Белфорт бросается в атаку и натыкается на жесткий правый сбоку и приземляется на пятую точку. Лидделл наваливается на Фенома сверху и пытается добить, после чего звучит сирена и Большой Джон врезается между бойцами. Зал скандирует «ЮэСЭй» и недовольно гудит, когда камера переходит на Белфорта. Двое судей 30-27, третий 29-28 и победителем единогласным решением объявляют Лидделла.
22 ноября 2002 года в промежуточном поединке, Чак нокаутировал бразильского бойца, Ренату Собрала.

#### Чемпионский бой с Рэнди Кутюром I
Айсмен вплотную подошёл к титулу чемпиона UFC. Однако чемпион Тито Ортис отказывался выходить против Лидделла. Менеджеры UFC нашли выход, объявив бой за титул временного чемпиона между Лидделлом и Рэнди Кутюром.
На первой минуте 1 раунда Кутюр попадает в голову Чака коленом, после чего красивым броском переводит второго в партер. Айсмен встает, и бой продолжается в стойке. Кутюр продолжает гоняться по кругу за Лидделлом, следуют нечастые перестрелки с дистанции с ещё менее частыми попаданиями. В конце 4 минуты Кутюр делает проход в ноги, но Чаку удается встать, но он остается прижат к сетке до конца раунда. Во 2 раунде Кутюр всё чаще достает Лидделла боковыми ударами, Айсмен пытается отвечать, но Рэнди оказывается каждый раз точнее. На середине 4 минуты Рэнди, подхватив правую ногу Лидделла, подсекает левую и великолепно переводит бой в партер. Возня продолжается на полу, где за 20 секунд до конца пятиминутки Айсмен оказывается сверху, но вскоре звучит сирена. И второй раунд за Кутюром. На первой минуте 3 раунда как из рога изобилия льются удары с обеих сторон, но Рэнди так же более точен в попаданиях. В одной из атак бойцы сходятся в клинче, и Чак прижимает Кутюра к клетке, но, не изменяя своему стилю, отпускает Рэнди и уходит на середину октагона. Рэнди продолжает «переть как танк» и вновь красивым броском переводит Чака на пол. Заняв позицию наездника сверху, Кутюр забивает противника и рефери останавливает бой. Чак продолжает лежать на полу в полном сознании, а в глазах читается разочарование.

#### Турнир за титул чемпиона PRIDE
После поражения в июне 2003, уже в августе Чак летит в Японию, чтобы попробовать оспорить титул у чемпиона «Pride» Вандерлея Сильвы, но сначала нужно заслужить право на бой в отборочных поединках, и судьба сводит Айсмена с будущей звездой ММА и К-1 Алистаром Оверимом.
Алистар Оверим (ММА: 16-3), 23 года, в последних 12 поединках одержал 12 досрочных побед. Первый раунд начался с мгновенной атаки голландца, пропустив левый боковой, Лидделл удачно заваливается на Оверима. Алистар, выйдя из клинча, продолжает атаковать коленями. После очередного пропущенного удара коленом, Чак переводит  Оверима в партер, где сам начинает обрабатывать голландца коленями. Голландец в конце 3 минуты резко сбрасывает обороты и этим незамедлительно пользуется ирландец. Мощный кросс справа находит конечным пунктом своего назначения голову Оверима. Потрясенный Алистар пятится назад к канатам, где его настигает град ударов Чака, и левый сбоку ставит жирную точку. Яркая победа Лидделла нокаутом.

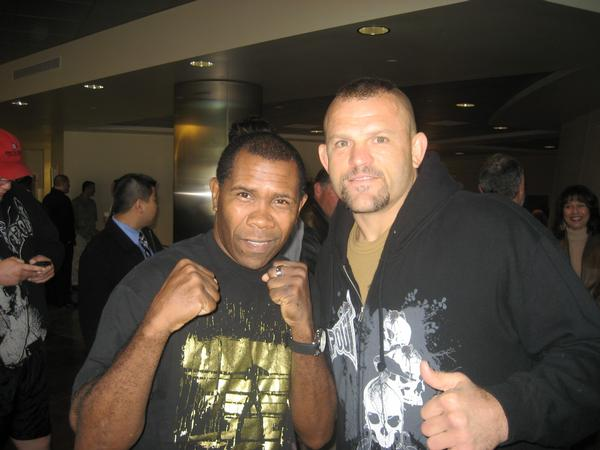
Говард Дэвис и Чак Лидделл

9 ноября 2003 года в полуфинале турнира PRIDE, ирландец встретился с американцем, Куинтоном Джексоном. В начале 3 минуты, подсекая ногу Айсмена, Рампейдж великолепно переводит бой в партер, где и забивает противника до момента, когда секунданты Чака выкинут полотенце.
После поражения в турнире, Лидделл победил американцев, Тито Ортиса и Вернона Уайта.

#### Завоевание титул чемпиона мира по версии UFC
16 апреля 2005 на знаменитой арене «MGM GRAND» на UFC 52 в чемпионском бою в своем втором поединке сходятся двое лучших бойцов дивизиона Чак Лидделл и Рэнди Кутюр. Бой начинается по старому сценарию: Кутюр поддавливает, Лидделл на задней скорости работает вторым номером. На второй минуте Чак в размене повредил глаз Ренди, медик, осмотрев пациента, разрешает продолжить бой. Кутюр бросается в атаку и нарывается на правый прямой. Нокаут. Кутюра приводят в чувства, а Чак ещё более эмоционально, чем обычно празднует победу.
20 августа 2005 года в первой защите титула, Лидделл нокаутировал американца, Джереми Хорна, которому проигрывал ранее, в начале карьеры. Развязка наступает на четвёртой минуте четвёртого раунда: Хорн, оказавшись на полу после пропущенной двойки, отказывается продолжать бой, сообщив судье, что ничего не видит. Реванш взят, титул защищен.

#### Третий бой с Рэнди Кутюром
4 февраля 2006 на UFC 57 в Лас-Вегасе Айсмен и Натурал (Рэнди Кутюр) сходятся в третьем поединке.
Первый раунд проходит с максимальной осторожностью, уж слишком велика цена ошибки, Кутюр как и прежде охотится за Чаком. В первой половине в редких разменах чуть более точен Айсмен, во второй- Натурал, попав пару раз боковыми ударами, переводит Лидделла в партер. Чаку удается встать, и раунд заканчивается в прессинге у сетки. Кутюр приходит в свой угол с рассечением.
В первые две минуты 2 раунда Чак несколько раз попадает двойками, Кутюр выглядит намного медленнее Лидделла. И вот, на третьей минуте наступает развязка: Кутюр бросается в атаку и нарывается на правый встречный, после чего уже на полу получает град ударов от Айсмена, Джон Маккарти останавливает бой.
Так завершилась великая трилогия, после которой Ренди Кутюр объявил о завершении карьер, как тогда казалось навсегда.
26 августа в третьей защите титула, Лидделл победил нокаутом в первом раунде бразильца, Ренату Собрала.
30 декабря 2006 года, в четвёртой защите титула, Айсмен вышел на ринг с бывшим соперником, чемпионом мира в прошлом, Тито Ортисом. Тито выглядел более активным, пока на четвёртой минуте третьего раунда не пропускает левый сбоку и вдогонку правый в челюсть. Оказавшись сверху, Чак добивает Плохого Парня и сохраняет титул Чемпиона. Позже становится известным, что Айсмен вышел на бой и бился с травмированным коленом.

#### Потеря титула. Второй бой с Квинтоном Джексоном
В марте 2007 года, незадолго до UFC 68, Чак появился на телепередаче «Доброе Утро, Техас» для интервью и в целях рекламы фильма «300 спартанцев», но оказался очень сонным и заснул в середине интервью. Президент UFC Дана Уайт пояснил, что у Лидделла была пневмония и он принял большую дозу успокоительного в ночь перед интервью.
В 2007 году владельцы UFC братья Фертитта покупают и банкротят своего главного конкурента — японский «Pride», вследствие чего часть лучших бойцов японского промоушена подписывают контракты с UFC. Так судьба сводит 37 летнего Чака во второй раз с Квентином Джексоном на UFC 71 26 мая 2007 г.
Бой начинается осторожно: Чак кружит по рингу, Рампейдж следует за ним. В стойке Джексон выглядит более собранным: руки высоко подняты и прикрывают голову, локти прижаты к корпусу, Чак, наоборот, слишком раскрыт в своей обычной манере. На середине второй минуты Айсмен идет в атаку, нанося правый апперкот и левый сбоку, но нарывается на контратаку из левых боковых.
В конце второй минуты Чак, показав обманный справа, пытается неудачно пробить с левой по печени и с опущенными руками уходит в сторону, где его и настигает правый боковой Квентина. Лидделл, оказавшись на настиле, получает несколько ударов сверху от Джексона и теряет на мгновение сознание. Нокаут. На этот раз «экзотическая» стойка подвела Айсмена. Рампейдж становится новым чемпионом UFC в полутяжёлом весе.
22 сентября 2007 года Лидделл проиграл по очкам в рейтинговом поединке американцу Киту Джордану.

#### Король UFC vs Король PRIDE

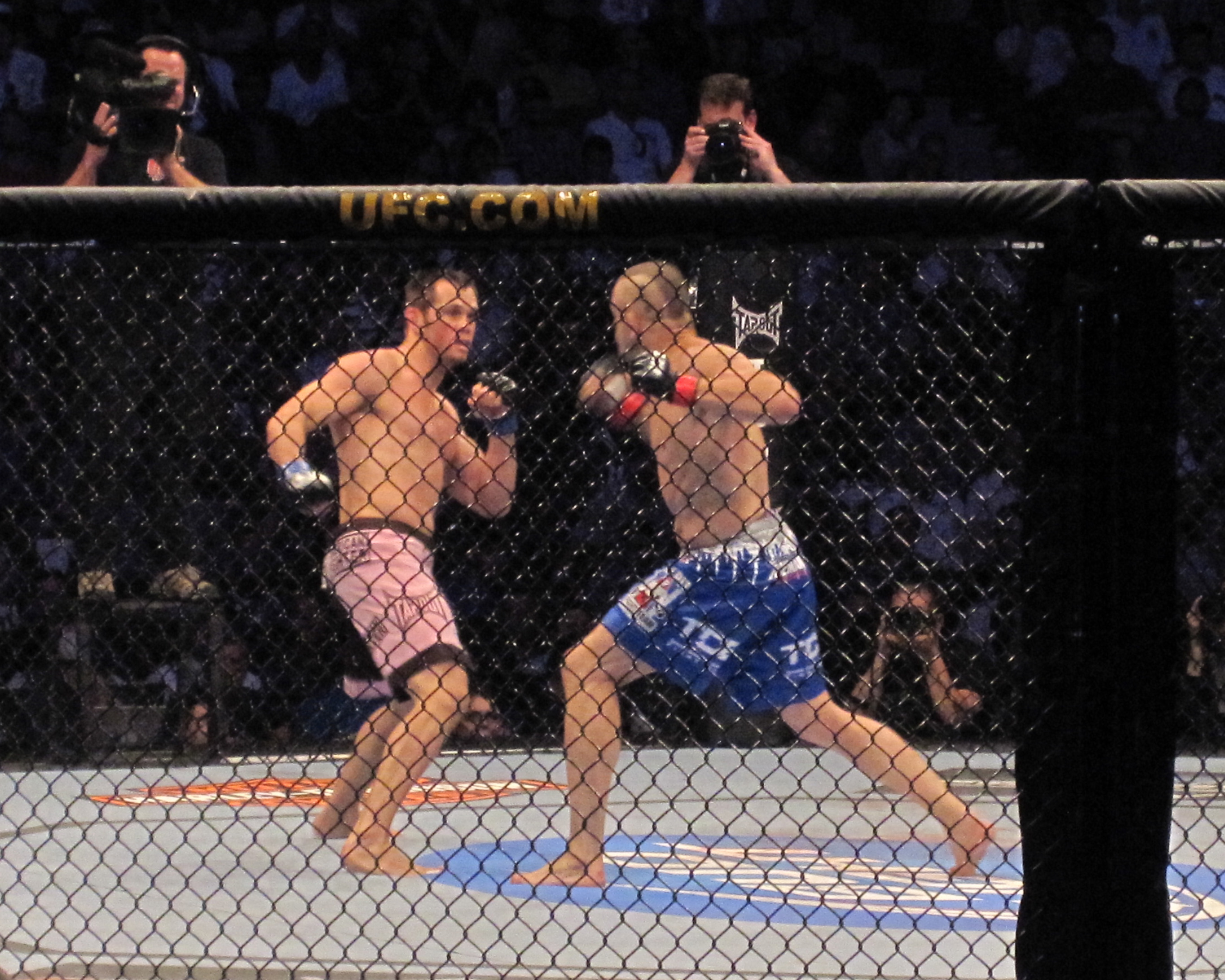
Чак Лидделл и Рич Франклин (UFC 115)

3 октября 2007 года Дана Уайт объявляет, что долгожданный поединок с Вандерлеем Сильвой состоится 29 декабря 2007 на UFC 79.
Первый раунд прошёл в обоюдной перестрелке, в которой Чак работал первым номером, а Сильва контратаковал. Неплохой зрелищный раунд с небольшим преимуществом Айсмена. Во втором раунде бойцы поочередно избивали друг друга, а на последней минуте закатывают настоящую рубку. Отрезок с небольшим преимуществом за Вандерлеем. На первых секундах третьего раунда Чак делает (о, чудо!) проход в ноги и валит Вандерлея на пол, но бразилец быстро вырывается из объятий и поднимается в стойку. Далее Чак работает одиночными контрударами и в начале третьей минуты, заперев Сильву у забора, устраивает второму небольшую встряску. На последней минуте Вандерлей начинает попадать чуть чаще, но этого явно недостаточно, чтобы взять раунд. И вот, Чак снова проводит удачный тейкдаун. Тяжелая, но заслуженная победа Айсмена раздельным решением. Оба бойца были награждены за бой вечера, а на ежегодной премии World MMA awards противостояние Лидделла и Сильвы признано боем 2007 года.

#### На закате карьеры
Следующим соперником уже 38 летнего Чака стал Рашад «Сахарный» Эванс (ММА: 13-0-1) на UFC 88 6 сентября 2008 года. Первый раунд проходит в «малоударной» и довольно скучной обстановке: Рашад бегает по октагону, а Чак постоянно его преследует. Лидделл наносит немного больше ударов, чем Эванс, но в целом равный отрезок. На второй минуте второго раунда Чак всё чаще нарывается на встречные удары, и вот, наступает развязка — правый крюк сверху приземляется прямо в подбородок Айсмена. Чак, как подрубленный, падает на настил. Тяжелый нокаут. Причиной поражения критики посчитали тренерский штаб Лидделла.
18 апреля 2009 Чак встречается со звездой «Pride» Маурисиу «Сёгуном» Руа (ММА: 17-3) на UFC 97. Поединок начинается с атак Лидделла, Руа чаще работает вторым номером. На третьей минуте Сёгун проводит тейкдаун, но Айсмен выбирается наверх. В стойке бой проходит с переменным успехом, бойцы хорошо защищаются. На пятой минуте Чак проводит тейкдаун, но совершает ошибку, отпустив соперника и пригласив его в стойку. Спустя несколько секунд Сёгун в наскоке настигает Айсмена длинным боковым слева и, уже на полу, добивает жертву до полной остановки боя.
После боя Дана Уайт заявил, что Лидделл завершает карьеру. Однако, уже в мае тренер Джон Хаклеман говорит, что Чак готов драться дальше.
10 июля 2009 на UFC 100 Чак Лидделл был включен в Зал Славы UFC. В августе 2009 года Чак заявляет, что примет решение относительно карьеры в процессе тренировок после спарринг — сессий.
На UFC 115 12 июня 2010 года планируется бой с Ортисом, но впоследствии его заменяет бывший чемпион UFC в среднем весе Рич «Козырный» Франклин, который уже растерял былые позиции, как и Чак, но ещё оставался очень опасным противником, потерпев 5 своих поражений только от бойцов топ уровня. С первых секунд боя Чак начинает свои атаки, Франклин отвечает навстречу. В некоторые моменты, впрочем, как и в предыдущих боях, открытая стойка дает о себе знать — Рич неплохо попадает в Чака. В конце пятой минуты Чак здорово попадает с правой, но добить отступающего Франклина не удается. На исходе раунда Чак попадает в Рича хайкиком, но, вновь пытаясь добить, теряет равновесие. Резко вскочив на ноги, Чак пытается додавить противника, но нарывается на правый встречный сбоку. Ещё один тяжелый нокаут. Через несколько часов Дана Уайт заявил, что Чак уже больше никогда не будет драться в UFC.

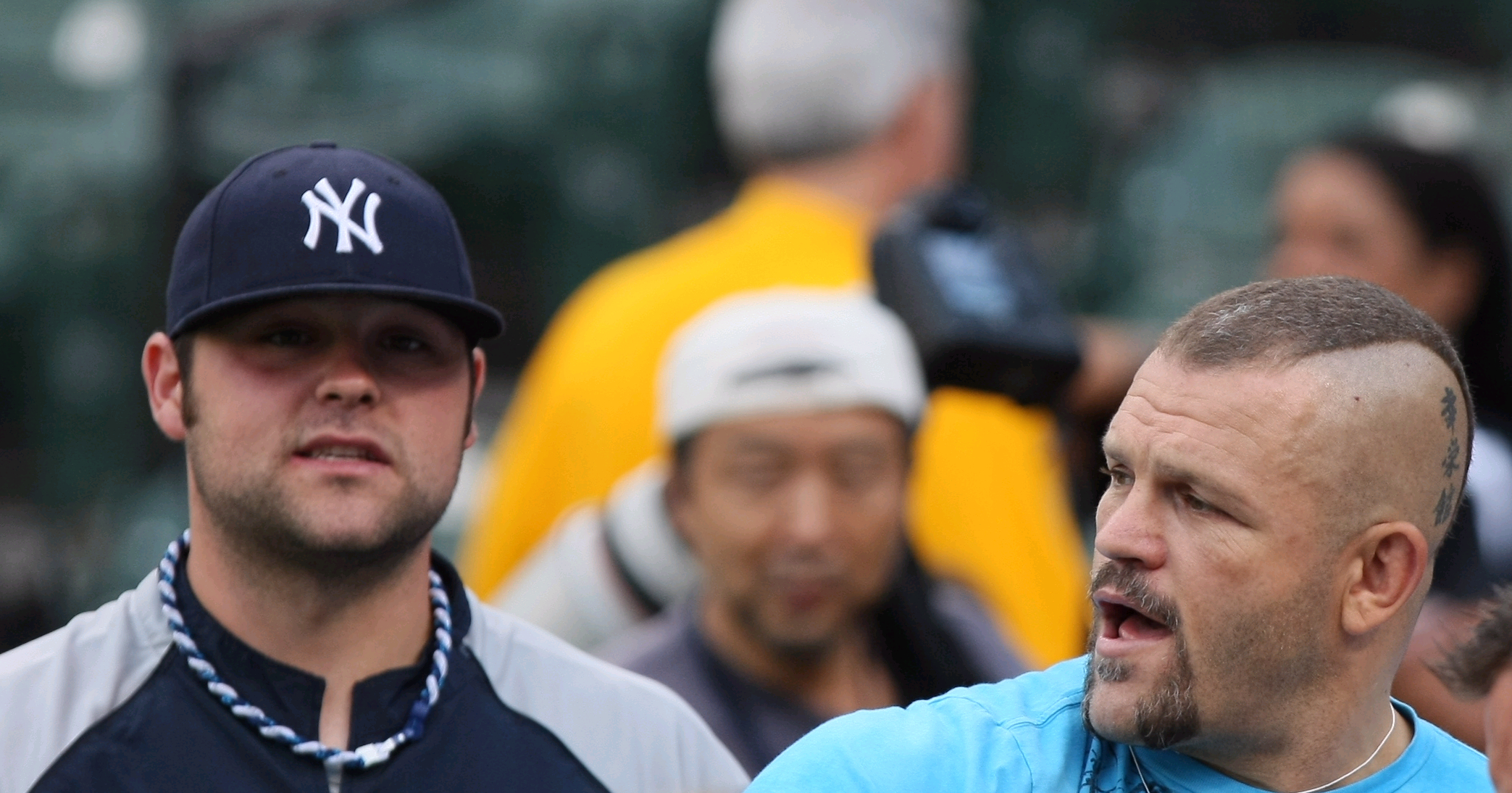
Лидделл (справа)

29 декабря 2010 года Чак решил завершить свою боевую карьеру. На пресс-конференции UFC 125 Лиддел объявил о своей отставке и заявил, что он будет занимать должность вице-президента по Развитию Бизнеса в UFC: «Хочу поблагодарить Френка и Лорензо Фертитта, Дану Уайта за все, что они сделали для меня и для нашего спорта за эти годы. Больше всего я хочу поблагодарить мою семью и моих фэнов. Я люблю ММА и я взволнован входя в новую фазу моей жизни, я буду и дальше продвигать лучший спорт в мире, спорт который я люблю. Теперь, когда я на пенсии, UFC дают мне возможность заниматься промоушеном».
Время от времени Лидделл появляется в камео и эпизодических ролях в голливудских кинолентах, участвует в спортивных и других телепередачах, в частности исполнил роль главного героя в видеоклипе Cowards ню-металлической группы American Head Charge. В первом выпуске телешоу «Непобедимый воин» Чаку также довелось продемонстрировать свои навыки, испытывая цестус и резак древнеримских гладиаторов.

## Личная жизнь
На сегодняшний день Чак продолжает поддерживать себя в форме, тренируясь в Сан-Луис-Обиспо, Калифорния. В сентябре 2013 года в одном из интервью (источник не уточняется) Чак заявил, что может быть и вернется в спорт подобно Джорджу Форману.
У Лидделла двое детей — дочь Триша и сын Кейд.
Но возможно детей уже трое.
Чак является владельцем сувенирного магазина «Ultimate Iceman» в Сан-Луис-Обиспо.
Периодически Чак мелькает в рекламе, в различных телевизионных проектах («Танцы со звездами», «Розыгрыш с Эштаном Катчером») и на большом экране.
В 2008 году вышла в свет автобиография Чака Лидделла под названием «Ледяной. Моя бойцовская жизнь» (ISBN 978-0-525-95056-1).

## Статистика
| Боёв 30  | Побед 21 | Поражений 9 |
| -------- | -------- | ----------- |
| Нокаутом | 13       | 7           |
| Сдачей   | 1        | 1           |
| Решением | 7        | 1           |

| Результат | Рекорд | Соперник          | Способ                           | Турнир                                     | Дата             | Раунд | Время | Место               | Примечание                                                                    |
| --------- | ------ | ----------------- | -------------------------------- | ------------------------------------------ | ---------------- | ----- | ----- | ------------------- | ----------------------------------------------------------------------------- |
| Поражение | 21-9   | Тито Ортис        | KO (удар)                        | Golden Boy Promotions: Liddell vs. Ortiz 3 | 24 ноября 2018   | 1     | 4:24  | Инглвуд, Калифорния |                                                                               |
| Поражение | 21-8   | Рич Франклин      | KO (удар)                        | UFC 115                                    | 12 июня 2010     | 1     | 4:55  | Ванкувер, Канада    |                                                                               |
| Поражение | 21-7   | Маурисиу Руа      | TKO (удары)                      | UFC 97                                     | 18 апреля 2009   | 1     | 4:28  | Монреаль, Канада    |                                                                               |
| Поражение | 21-6   | Рашад Эванс       | KO (оверхенд)                    | UFC 88                                     | 6 сентября 2008  | 2     | 1:51  | Атланта, США        |                                                                               |
| Победа    | 21-5   | Вандерлей Силва   | Единогласное решение             | UFC 79                                     | 29 декабря 2007  | 3     | 5:00  | Лас-Вегас, США      | «Лучший бой вечера» (2)                                                       |
| Поражение | 20-5   | Кит Джардин       | Раздельное решение               | UFC 76                                     | 22 сентября 2007 | 3     | 5:00  | Анахайм, США        |                                                                               |
| Поражение | 20-4   | Куинтон Джексон   | KO (удар)                        | UFC 71                                     | 26 мая 2007      | 1     | 1:53  | Лас-Вегас, США      | Утратил титул чемпиона UFC в полутяжёлом весе                                 |
| Победа    | 20-3   | Тито Ортис        | TKO (удары)                      | UFC 66                                     | 30 декабря 2006  | 3     | 3:59  | Лас-Вегас, США      | Защитил (4) титул чемпиона UFC в полутяжёлом весе. «Лучший бой вечера» (1)    |
| Победа    | 19-3   | Ренату Собрал     | TKO (удары)                      | UFC 62                                     | 26 августа 2006  | 1     | 1:35  | Лас-Вегас, США      | Защитил (3) титул чемпиона UFC в полутяжёлом весе. «Лучший нокаут вечера» (1) |
| Победа    | 18-3   | Рэнди Кутюр       | TKO (удары)                      | UFC 57                                     | 4 февраля 2006   | 2     | 1:28  | Лас-Вегас, США      | Защитил (2) титул чемпиона UFC в полутяжёлом весе                             |
| Победа    | 17-3   | Джереми Хорн      | TKO (отказ от продолжения боя)   | UFC 54                                     | 20 августа 2005  | 4     | 2:46  | Лас-Вегас, США      | Защитил (1) титул чемпиона UFC в полутяжёлом весе                             |
| Победа    | 16-3   | Рэнди Кутюр       | KO (удар)                        | UFC 52                                     | 16 апреля 2005   | 1     | 2:06  | Лас-Вегас, США      | Завоевал титул чемпиона UFC в полутяжёлом весе                                |
| Победа    | 15-3   | Вернон Уайт       | KO (удар)                        | UFC 49                                     | 21 августа 2004  | 1     | 4:05  | Лас-Вегас, США      |                                                                               |
| Победа    | 14-3   | Тито Ортис        | KO (удары)                       | UFC 47                                     | 2 апреля 2004    | 2     | 0:38  | Лас-Вегас, США      |                                                                               |
| Поражение | 13-3   | Куинтон Джексон   | TKO (остановка угловыми)         | PRIDE Final Conflict 2003                  | 9 ноября 2003    | 2     | 3:10  | Токио, Япония       | Полуфинал Гран-При PRIDE 2003 в тяжёлом весе                                  |
| Победа    | 13-2   | Алистар Оверим    | KO (удары)                       | PRIDE Total Elimination 2003               | 10 августа 2003  | 1     | 3:09  | Сайтама, Япония     | Четвертьфинал Гран-При PRIDE 2003 в тяжёлом весе                              |
| Поражение | 12-2   | Рэнди Кутюр       | TKO (удары)                      | UFC 43                                     | 6 июня 2003      | 3     | 2:39  | Лас-Вегас, США      | Бой за титул временного чемпиона в полутяжёлом весе                           |
| Победа    | 12-1   | Ренату Собрал     | KO (хай-кик)                     | UFC 40                                     | 22 ноября 2002   | 1     | 2:55  | Лас-Вегас, США      |                                                                               |
| Победа    | 11-1   | Витор Белфорт     | Единогласное решение             | UFC 37.5                                   | 22 июня 2002     | 3     | 5:00  | Лас-Вегас, США      |                                                                               |
| Победа    | 10-1   | Амар Сулоев       | Единогласное решение             | UFC 35                                     | 11 января 2002   | 3     | 5:00  | Анкасвилл, США      |                                                                               |
| Победа    | 9-1    | Мурилу Бустаманте | Единогласное решение             | UFC 33                                     | 28 сентября 2001 | 3     | 5:00  | Лас-Вегас, США      |                                                                               |
| Победа    | 8-1    | Гай Мезгер        | KO (удар)                        | PRIDE 14: Clash of the Titans              | 27 мая 2001      | 2     | 0:21  | Канагава, Япония    |                                                                               |
| Победа    | 7-1    | Кевин Рэндлмен    | KO (удар)                        | UFC 31                                     | 4 мая 2001       | 1     | 1:18  | Атлантик-Сити, США  |                                                                               |
| Победа    | 6-1    | Джефф Монсон      | Единогласное решение             | UFC 29                                     | 16 декабря 2000  | 3     | 5:00  | Токио, Япония       |                                                                               |
| Победа    | 5-1    | Стив Хит          | KO (хай-кик)                     | IFC WC 9                                   | 18 июля 2000     | 2     | 5:39  | Фрайант, США        | Завоевал титул чемпиона IFC World в полутяжёлом весе                          |
| Победа    | 4-1    | Пол Джонс         | TKO (остановка врачом)           | UFC 22                                     | 24 сентября 1999 | 1     | 3:53  | Лейк-Чарльз, США    |                                                                               |
| Победа    | 3-1    | Кеннет Уильямс    | Сдача (удушение сзади из стойки) | NG 11                                      | 31 марта 1999    | 1     | 3:35  | Лос-Анджелес, США   |                                                                               |
| Поражение | 2-1    | Джереми Хорн      | Сдача (ручной треугольник)       | UFC 19                                     | 5 марта 1999     | 1     | 12:00 | Бей-Сент-Луис, США  |                                                                               |
| Победа    | 2-0    | Жозе Ланди-Жонс   | Единогласное решение             | IVC 6                                      | 23 августа 1998  | 1     | 30:00 | Сан-Паулу, Бразилия |                                                                               |
| Победа    | 1-0    | Ноэ Эрнандес      | Единогласное решение             | UFC 17                                     | 15 мая 1998      | 1     | 12:00 | Мобил, США          |                                                                               |

## Фильмография
- 2020 — Октагон: Боец VS Рестлер — Маркус
- 2019 — Ускорение — Ганнибал
- 2018 — Глушитель — Нельс Сальваторе
- 2017 — Трудоголики — дядя Майк
- 2015 — Боевые свиньи — сержант МакГриви
- 2013 — Кости — камео
- 2013 — Пипец 2 — камео
- 2011 — Гавайи 5.0 — камео
- 2011 — Мыслить как преступник: Поведение подозреваемого — Мартинес
- 2011 — Реальные парни — камео
- 2010 — Игры страсти — Альдо
- 2009 — Симпсоны: The Great Wife Hope — камео
- 2008 — Школа выживания — камео
- 2007 — Красавцы — камео
- 2007 — Смерть и жизнь Бобби Зи — Бешеный Пёс
- 2006 — Мальчишник в Лас-Вегасе — Ледяной
- 2003 — От колыбели до могилы — камео
- 2001 — Торчки — камео
- 1981 — Почтальон всегда звонит дважды — бойскаут